# Akira Endō
Akira Endō (遠藤 章, Endō Akira; Higashiyuri (atualmente Yurihonjo), 14 de novembro de 1933 – 5 de junho de 2024) foi um bioquímico japonês, que inventou as estatinas, poderosos remédios que combatem o colesterol.

## Carreira
De 1957 a 1978 trabalhou como pesquisador na empresa química Sankyo Co.; inicialmente, ele trabalhou com enzimas fúngicas para o processamento de suco de frutas.Descobertas bem-sucedidas neste campo lhe renderam o crédito para se mudar para Nova York em 1966, e passar dois anos no Albert Einstein College of Medicine como pesquisador associado trabalhando com colesterol.
Seu trabalho mais importante na década de 1970 foi sobre extrolitos fúngicos e sua influência na síntese de colesterol. Ele levantou a hipótese de que os fungos usavam produtos químicos para afastar organismos parasitas, inibindo a síntese de colesterol. As membranas celulares dos fungos contêm ergosterol no lugar do colesterol, permitindo-lhes produzir compostos que inibem o colesterol. Em 1971, ele descobriu que um caldo de cultura com citrinina tinha potente atividade inibitória contra a HMG-CoA redutase e reduzia os níveis séricos de colesterol em ratos, mas a pesquisa foi suspensa por causa da toxicidade renal.
Endo estudou 6 000 compostos, dos quais três extrolitos do molde Penicillium citrinum isolados de uma amostra de arroz coletada em uma loja de grãos em Kyoto mostraram um efeito.  Os resultados de estudos clínicos só foram comunicados em 1980.
Um deles, a mevastatina, foi o primeiro membro da classe de medicamentos das estatinas. Logo após, a lovastatina, a primeira estatina comercial, foi encontrada no molde de Aspergillus. Embora a mevastatina nunca tenha se tornado uma droga aprovada, o derivado da mevastatina pravastatina o fez.
No final dos anos 70, Endo voltou para Tóquio e foi professor associado e mais tarde professor titular (1986-) na Universidade de Agricultura e Tecnologia de Tóquio entre 1979 e 1997. Após sua aposentadoria oficial, tornou-se presidente da Biopharm Research Laboratories.

## Morte
Endō morreu em 5 de junho de 2024, aos noventa anos.

## Prêmios e condecorações
- 1987 Prêmio Heinrich Wieland[5]
- 2006 Prêmio Japão[6]
- 2006 Prêmio Massry[7]
- 2008 Prêmio Lasker-DeBakey de Pesquisa Médico-Clínica[8]